# Molyrogomphus imbecillus
Molyrogomphus imbecillus är en mångfotingart som beskrevs av Carl Graf Attems 1929. Molyrogomphus imbecillus ingår i släktet Molyrogomphus och familjen Gomphodesmidae. Inga underarter finns listade i Catalogue of Life.